# Lo-Fi Records
Lo-Fi Records es una discográfica independiente de la ciudad de Córdoba, Argentina. Desde 1995 hasta la actualidad continúa con su política musical y creativa del Lo-fi (baja fidelidad), enraizada en la idea del “hazlo-tú-mismo”. En este sello la creación musical se expresa sin fines comerciales, procurando recaudar lo suficiente para financiar nuevas propuestas. La motivación central es darle impulso y difusión a proyectos musicales de origen casero.

## Historia
Lo-Fi Records nació en el año 1995 a partir de la necesidad de la banda cordobesa Ultrasuave de autoeditarse sus propias producciones musicales. Con el correr del tiempo fueron agregando bandas amigas al catálogo tales como Venus Chanel.
A partir del año 2012 con la salida del EP Martínez de Caleb Martínez, el sello comenzó de modo más activo a ampliar su catálogo sumando nuevas bandas.

## Bandas actuales del sello
- Ayudante Walpen
- Blasto Fluss
- Clochard
- FoneZ
- Martínez y Los Campostorrespalacios (MCTP)
- Peces y Pájaros
- Ultrasuave
- Adrián Mateo Boudet
- Borrosa